# Tamara (biblijska osoba)
Tamara (hebrejski Támár) biblijska je osoba opisana u Starom zavjetu, u 38. poglavlju Prve knjige Mojsijeve. Njezin sin, Perez ili Fares, predak je judejskog kralja Davida, samim tim i Isusa Krista. Crtice iz njezinog života poslužile su kao nadahnuće mnogim slikarima, među njima su Rembrandt, Ferdinand Bol, Jakopo Tintoreto i Art de Gelder.

## Priča o Tamari
Tamara je bila djevojka koju je oženio Er, Judin sin prvijenac. Ostala je udovica nakon što je Era ubio Gospod jer bješe nevaljao. Kako Tamara nije imala djece, po tadašnjem običaju udala se za Onana, brata njezinog preminulog muža, tako da može roditi nasljednika koji bi se smatrao prvijencem najstarijeg sina. Onan međutim nije želio da se njegov sin smatra Erovim nasljednikom pa je pri vođenju ljubavi s Tamarom svoje sjeme prosipao na zemlju, te ga je Bog zbog toga kaznio smrću. Tamaru je nakon toga Juda vratio u kuću njenog oca i poručio joj da tamo ostane dok ne odraste njegov najmlađi sin, Šaleh, za kojeg će je kasnije udati.
Nakon nekog vremena Judi je umrla žena, Savina kći.
Tamara je primijetila da je Šaleh već odavno odrastao, a da je ipak nisu udali za njega. Kada je čula da se Juda, njezin svekar, vraća iz Tamne, skinula je svoju udovačku odjeću, pokrila lice i otišla na križanje kojim je njezin svekar trebao proći. Kada je naišao Juda, nije prepoznao Tamaru jer je pokrila lice, pomislio je da je prostitutka. Rekao joj je da će joj poslati jare za njene usluge kada dođe kući, ali Tamara je tražila zalog dok joj ne pošalje pa je uzela Judin prsten, štap i maramu.
Tamara je nakon ovoga zatrudnjela s Judom.
Kada je Juda poslao jare, Tamare više nije bila tamo. Budući da je prošlo oko tri mjeseca, Judi su javili da je njegova snaha Tamara učinila preljub i ostala trudna. Kao kaznu za to Juda je naredio da je spale. Kada su došli da je povedu, Tamara je poslala Judi njegov štap, prsten i maramu, uz riječi da je zatrudnjela s čovjekom koji joj je to ostavio.
Čuvši to, Juda izgovara da je Tamara pravednija od njega te ostaje živa.